# Santa María de las Esperanzas
Santa María de las Esperanzas är en ort i Mexiko.   Den ligger i kommunen Parras och delstaten Coahuila, i den centrala delen av landet, 800 km norr om huvudstaden Mexico City. Santa María de las Esperanzas ligger 1 207 meter över havet och antalet invånare är 111.
Terrängen runt Santa María de las Esperanzas är lite kuperad, och sluttar norrut. Runt Santa María de las Esperanzas är det mycket glesbefolkat, med 3 invånare per kvadratkilometer. Närmaste större samhälle är El Sacramento, 11,2 km norr om Santa María de las Esperanzas. Omgivningarna runt Santa María de las Esperanzas är i huvudsak ett öppet busklandskap.